# Tieffenbach
Tieffenbach – miejscowość i gmina we Francji, w regionie Grand Est, w departamencie Dolny Ren.
Według danych na rok 1990 gminę zamieszkiwały 334 osoby, a gęstość zaludnienia wynosiła 66 osób/km² (wśród 903 gmin Alzacji Tieffenbach plasuje się na 571. miejscu pod względem liczby ludności, natomiast pod względem powierzchni na miejscu 485.).